# Olocausto in Romania

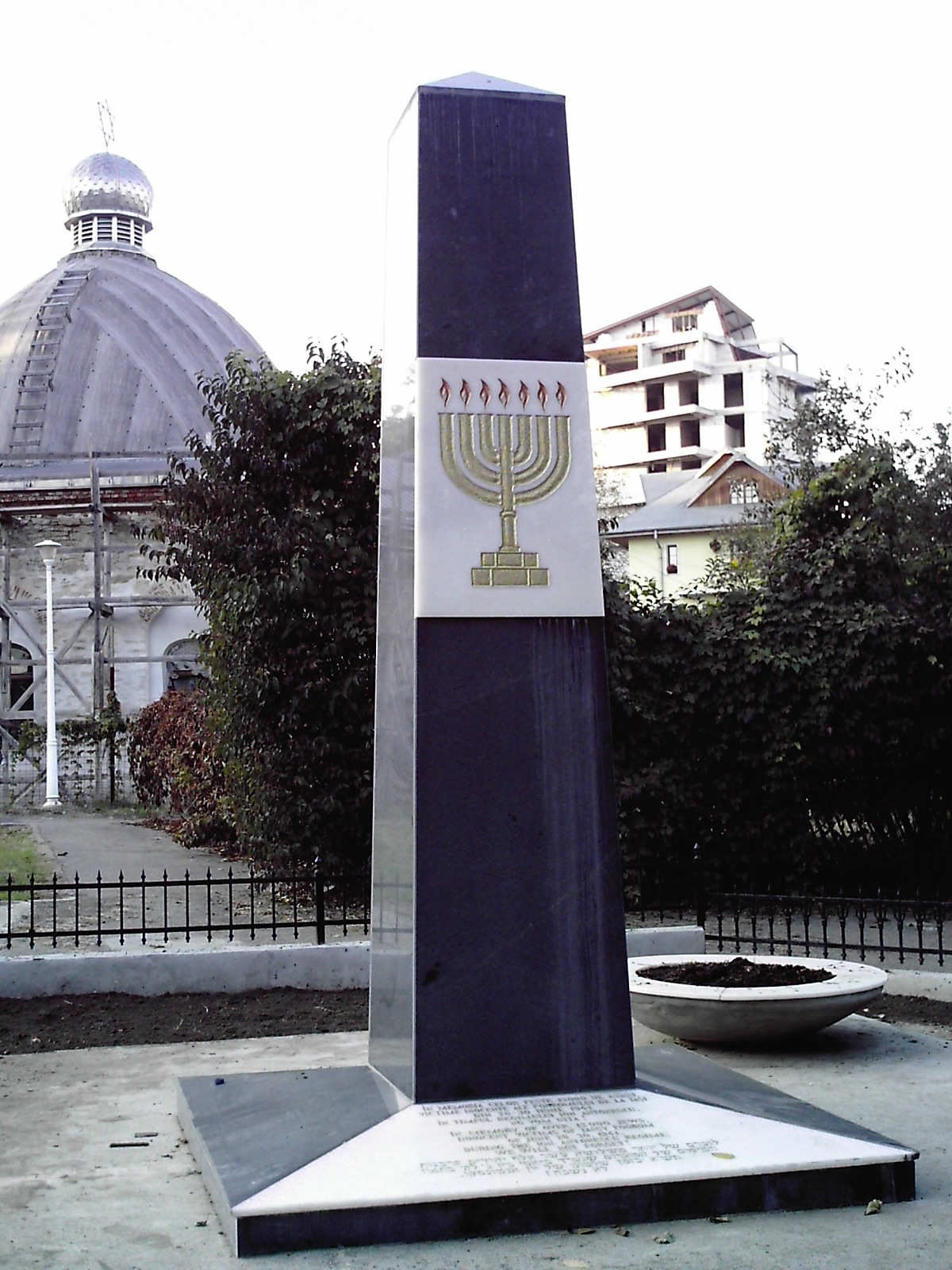
Monumento dell'Olocausto a Iași.

L'Olocausto in Romania si riferisce alla persecuzione e allo sterminio degli ebrei iniziato nel 1937 con le misure discriminatorie del governo di Octavian Goga, proseguito e aggravato nel 1940 con l'istituzione dello Stato Nazionale Legionario, divenuto sistematico nel 1941 con il regime di Ion Antonescu e terminato il 23 agosto 1944 quando Antonescu fu rovesciato e la Romania si unì agli Alleati.
Nel censimento del 1938 la comunità ebraica presente in Romania contò 756.930 persone. Le vittime furono identificate dalla commissione d'inchiesta riunita da Elie Wiesel, che si basò sulle precedenti ricerche storiche e sugli archivi militari romeni, accessibili dal 1990.

## Contesto storico

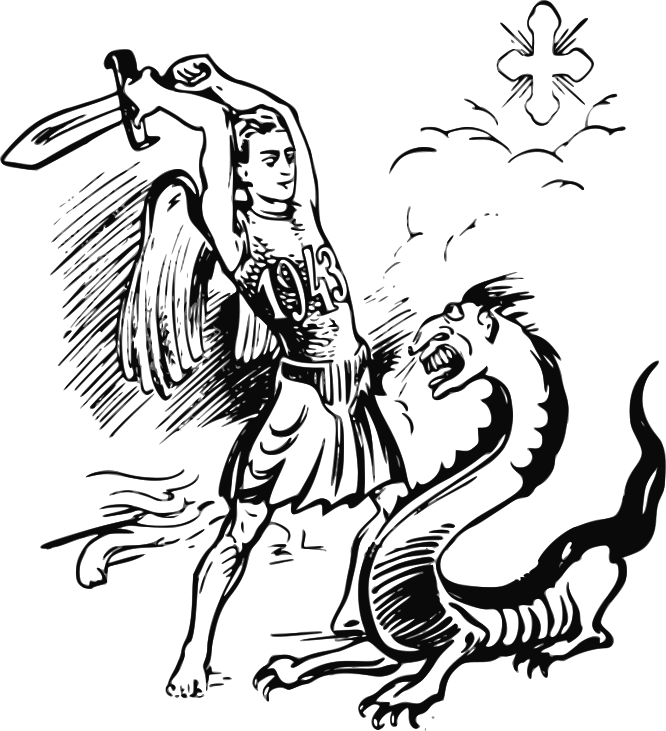
"Il nuovo anno ci porterà la vittoria", dal quotidiano Molva, pubblicato da e per i russofoni a Odessa sotto l'occupazione romena del Governatorato della Transnistria. Il nuovo anno 1943, sconfigge un drago che rappresenta l'Unione Sovietica:"L'autore ha raffigurato Michele Arcangelo con una spada sulla testa di un'orribile creatura mitica con distinti tratti semitici e una croce ortodossa che scintilla sopra le nuvole.»

Secondo Raul Hilberg, un quinto dei 756.930 ebrei romeni registrati nel 1938, ovvero 146.264 persone, viveva in Romania al censimento del 1956. Tra l'80% dei dispersi, ovvero 611.000 persone, ci sarebbero circa 330.000 vittime della Shoah e 280.000 sopravvissuti (di cui 170.000 diventati sovietici e 110.000 emigrati). Dei 756.930 ebrei romeni nel 1938, quasi 400.000 cambiarono nazionalità nel 1940 quando la Romania cedette il 40% del suo territorio all'URSS, all'Ungheria e alla Bulgaria, mentre 356.237 mantennero la nazionalità romena e si ritrovano nel censimento del 1941; dopo la guerra, la comunità dei sopravvissuti diminuì, per l'emigrazione in Israele, in Francia o negli Stati Uniti: nel censimento del 1956 gli ebrei furono solo 146.254, poi scesi a 24.667 nel 1970, 9.670 nel 1992, 6.179 nel 2002 e 643 nel 2012. Inoltre, dopo l'Olocausto, un numero imprecisato seppur elevato di ebrei romeni preferì dichiararsi solo "romeno" nei successivi censimenti.
Nel 2003, la commissione d'inchiesta presieduta da Elie Wiesel sotto gli auspici del governo romeno, stilò un macabro inventario dell'Olocausto in Romania. Secondo le sue conclusioni furono assassinati il 44% degli ebrei romeni, cioè circa 330.000 persone:
- il regime filo-nazista ungherese di Ferenc Szálasi fu responsabile di circa 120.000 vittime in Transilvania, incluse le 85.000 deportate nella Germania nazista;[5]
- il regime filo-nazista romeno di Ion Antonescu fu responsabile di circa 200.000 vittime Ebraiche: nel 1940, secondo il patto tedesco-rumeno (quarto alleato nazista per importanza dopo Germania-Giappone-Italia), circa 240.000 ebrei divennero rumeni per l'acquisizione dei territori in cui vivevano e che la Romania aveva conquistato; durante l'operazione Barbarossa e nei tre anni successivi, l'esercito romeno,  uccise più di 120.000 ebrei in Bessarabia, Odessa e Transnistria; circa 90.000 persone fuggirono a est durante l'attacco, furono raggiunte dall'Einsatzgruppe D o dall'esercito romeno e uccise in Ucraina. Il massacro Rumeno non finisce qui, poiché nello stesso periodo furono massacrati e sepolti più di 300 Mila Rom/Gitani e altri circa 100 Mila persone di origine Slava (in particolare Bulgaria, Ungheria, Ucraina, Serbia, Albania), recente è la scoperta di fosse contenti ossa e documenti verso le provincie ad est della Romania. Questo passato storico nazista/fascista Rumeno che si contrapponeva ad est con l'unione sovietica e della Jugoslavia (ad eccezione della Polonia) in aggiunta ad un passato storico,culturale,e di origini greco/turche/latine che li differenziava da quei paesi, si crearono forti correnti d'odio tutt'oggi molto forti dei paesi est europei nei confronti della Romania.[6][7][8]

La commissione Wiesel concluse che, come il regime di Pétain, quello di Antonescu attuò una propria politica di eliminazione degli ebrei presenti sul territorio, oltre le aspettative naziste. Il regime di Antonescu proclamò chiaramente il suo desiderio di sterminare la popolazione ebraica prebellica, ma la disorganizzazione, l'inefficienza e la corruzione dell'amministrazione e dell'esercito romeni, unitamente all'azione di alcuni ufficiali che si rifiutarono di essere considerati criminali di guerra, a quella dei "giusti" come Traian Popovici e soprattutto ai timori dei governanti e dei soldati romeni dopo la sconfitta di Stalingrado, spiegano perché il genocidio degli ebrei romeni non superò il 44% della comunità; la contrario la discriminazione, la persecuzione e la spoliazione, invece, colpirono l'intera comunità.

## Situazione degli ebrei prima dell'alleanza con la Germania

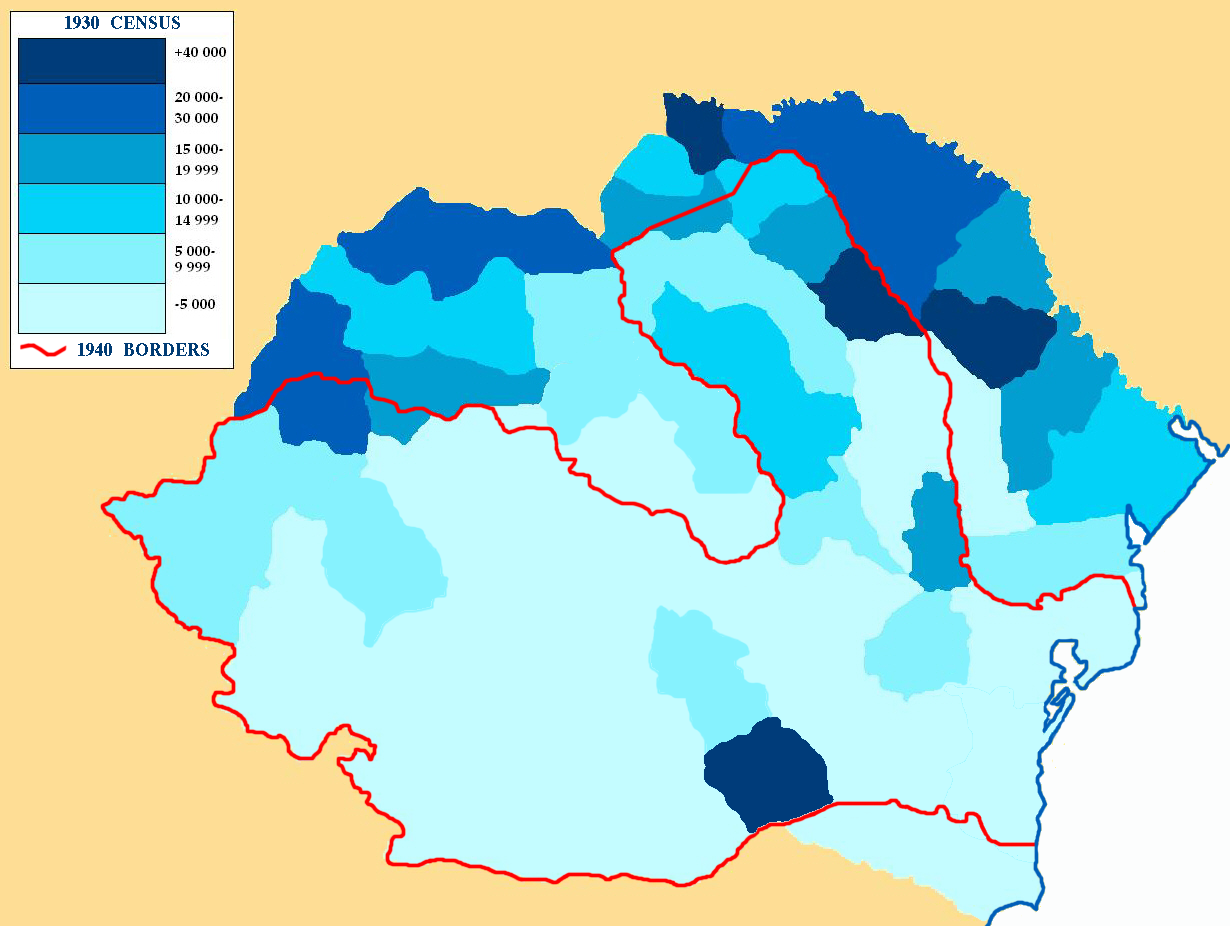
La popolazione ebraica in Romania nel censimento del 1930. Due terzi divennero cittadini sovietici o ungheresi (ma non cittadini) durante i cambiamenti territoriali del 1940. Coloro che divennero sovietici subirono principalmente le persecuzioni del regime di Antonescu tra il 1941 e il 1944. Gli altri subiranno le persecuzioni del regime di Horthy tra il 1940 e il 1944.

Prima che la Romania diventasse formalmente un alleato nazista e cadesse sotto la sua influenza, la società romena (come altre società europee contemporanee) presentava un gran numero di ebrei già integrati (anche nelle sfere politiche, economiche e accademiche) così come una minoranza di tradizionalisti che vivevano all'interno della comunità (soprattutto nel nord e nell'est del paese). L'opinione pubblica fu attraversata da correnti più o meno antisemite, veicolate da partiti nazionalisti e xenofobi, inizialmente molto minoritari.
Dopo la Grande Depressione, il credito di questi partiti aumentò nell'opinione pubblica, soprattutto tra i piccoli borghesi impoveriti che aderirono alle tesi del primo ministro Goga (che prese i primi provvedimenti di numerus clausus nelle università e nelle libere professioni già dal 1937) o della Guardia di Ferro, un movimento violento antisemita. Mentre l'opinione rimase divisa, questi partiti di estrema destra raccolsero il sostegno popolare e ufficiale quando chiesero che gli ebrei in Romania fossero esclusi dalle posizioni di influenza o addirittura espulsi dal paese. Infatti, la base elettorale di questi partiti fu reclutata anche tra i lavoratori e i più poveri delle campagne, emarginati sotto i regimi imperiali austro-ungarico e russo, e che immaginarono gli ebrei come agenti dell'imperialismo sovietico o ungherese, o come occidentali corrotti dal capitalismo.
I primi provvedimenti di esclusione ci furono nel dicembre 1937, quando il governo Goga ritirò la cittadinanza romena a 120.000 ebrei; alcuni dei successori di Goga continuarono sulla stessa linea emanando i divieti per alcune professioni contro le persone di religione ebraica. L'8 agosto 1940, i nuovi bandi professionali non colpirono più solo le persone di fede ebraica, ma anche i cristiani di origine ebraica. Furono vietati anche i matrimoni misti. Queste discriminazioni si applicarono in particolare (ma non esclusivamente) agli aschenaziti di lingua jiddisch, originari della Galizia e della Russia, la cui naturalizzazione avvenne dopo il 1918.

## Situazione degli ebrei durante gli anni dell'Olocausto

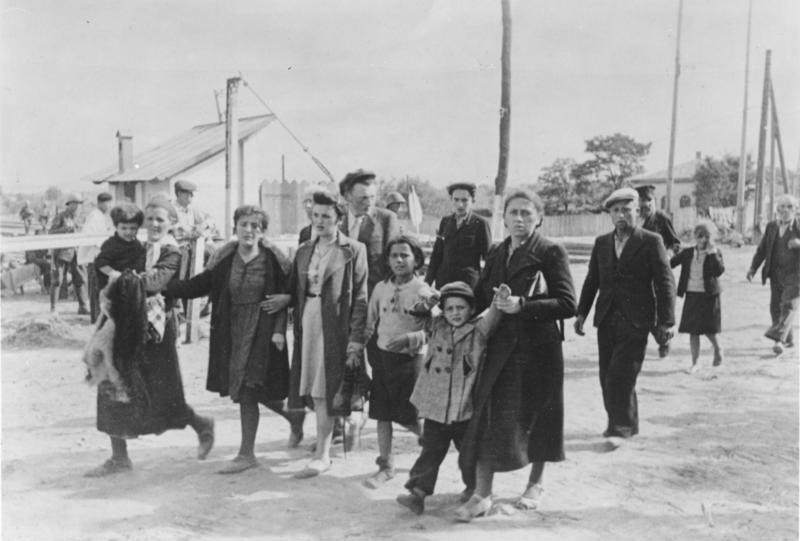
Ebrei arrestati a Kischinjow (luglio 1941).

Dall'autunno del 1940, quando le misure discriminanti si fecero più severe, diverse migliaia di ebrei lasciarono la Romania verso la Palestina (circa 80.000 persone, grazie all'associazione Aliyah presieduta da Eugène Meissner e Samuel Leibovici). Non tutti riusciranno nell'intento, soprattutto dopo che gli Alleati dichiararono guerra alla Romania nel dicembre 1941, evento che li rese cittadini di un paese nemico ai quali non furono più concessi i visti per entrare in Palestina, come dimostra ad esempio la tragedia della nave Struma. Anche il film Train de vie - Un treno per vivere di Radu Mihaileanu evoca queste tragedie.

### Strage di ebrei nelle aree cedute

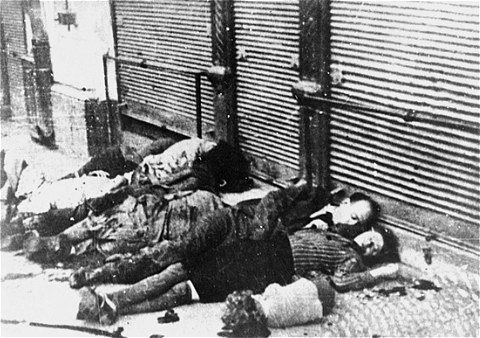
Ebrei uccisi in strada durante il pogrom di Iași.

Nelle regioni cedute all'Ungheria, il regime di Horthy si rifiutò di deportare gli ebrei nonostante le insistenze di Hitler. Quando i nazisti invasero l'Ungheria e istituirono il regime delle Croci Frecciate, deportarono 120.000 ebrei dall'aprile 1944, ovvero l'80% della popolazione ebraica di questo territorio.
Nelle regioni cedute all'URSS, gli ebrei non saranno vittime in quanto tali dalle autorità sovietiche, ma coloro che erano commercianti perderanno le loro proprietà a causa della nazionalizzazione mentre i funzionari statali romeni saranno deportati in Kazakistan come "lacchè di un potere sfruttatore": per loro è l'entrata in guerra della Romania di Antonescu il 22 giugno 1941, durante l'Operazione Barbarossa, che segna l'inizio dell'Olocausto. Infatti, il regime di Antonescu li considerò indiscriminatamente "sostenitori del bolscevismo".

La maggior parte dei massacri furono compiuti dalle truppe romene nelle regioni in guerra, spesso in collaborazione con l'Einsatzgruppe D, ma molte persecuzioni si verificarono nelle retrovie.

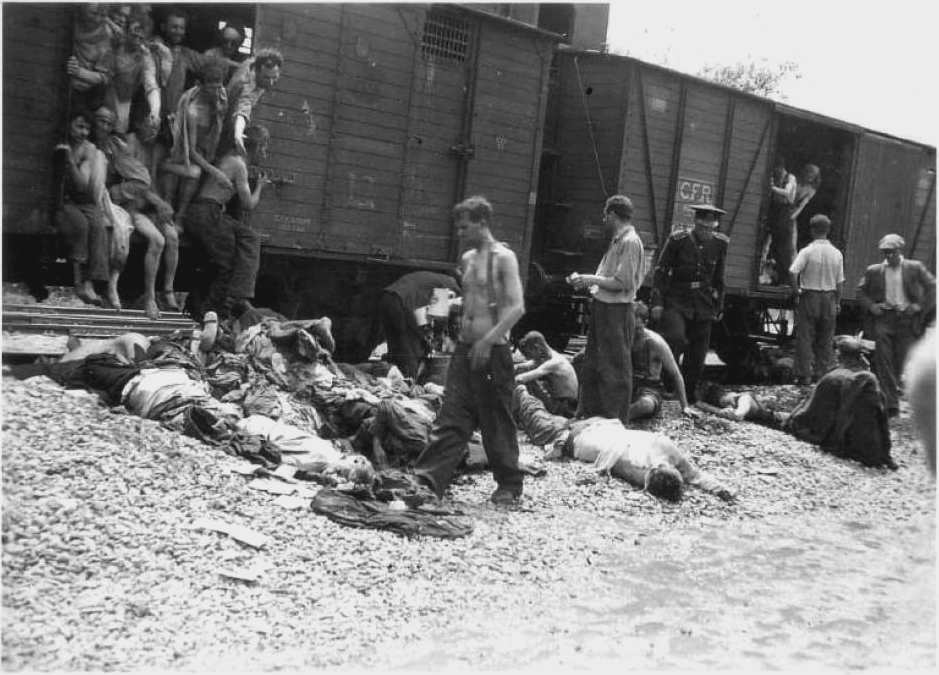
"Il treno della morte" a Iasi, 27 giugno 1941.

Il 22 giugno, un incidente tra alcuni disertori e l'esercito innescò il pogrom di Iași: 12.000 ebrei furono massacrati o rinchiusi nei treni dove furono lasciati a morire lentamente di sete o di fame. Alla fine di luglio, i romeni respinsero da 25.000 a 30.000 ebrei dalla Bessarabia a est del Dniester, in Transnistria, dove furono massacrati dai tedeschi.
Successivamente, i romeni ottennero la Transnistria e vi crearono un governatorato: vi furono inviati 160.000 ebrei in condizioni così precarie che all'arrivo erano ancora vivi solo in 135.000. La metà dei 320.000 ebrei della Bessarabia, della Bucovina e del distretto di Dorohoi furono assassinati nei mesi successivi all'entrata in guerra della Romania. Dopo i primi massacri furono raccolti nei ghetti e poi deportati in Transnistria in una quindicina di campi di concentramento.

Galleria 1941
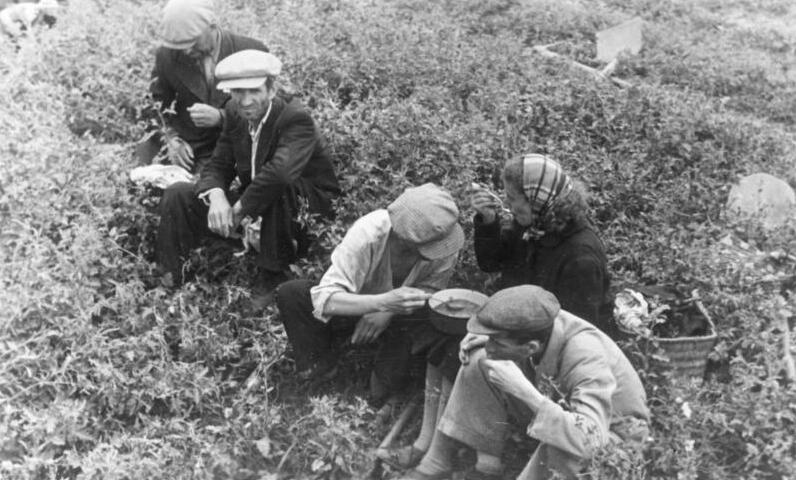
Fotografia propagandistica del fronte sovietico in Romania con il corrispondente testo antisemita:"...Non se la passano poi così male: ebrei ed ebree sottoposti a lavori punitivi sulle strade vicino a Kishinev in Bessarabia, all'ora di pranzo." (agosto 1941).
Ultimo comitato ebraico della città di Bălţi, rastrellato dalla Wehrmacht, dopo essere stato tenuto in ostaggio per essersi rifiutato di consegnare gli "ebrei comunisti", in una fotografia scattata poco prima dell'esecuzione. Solo Bernard Walter (in abito bianco) sopravvisse a questo massacro (15 luglio 1941).
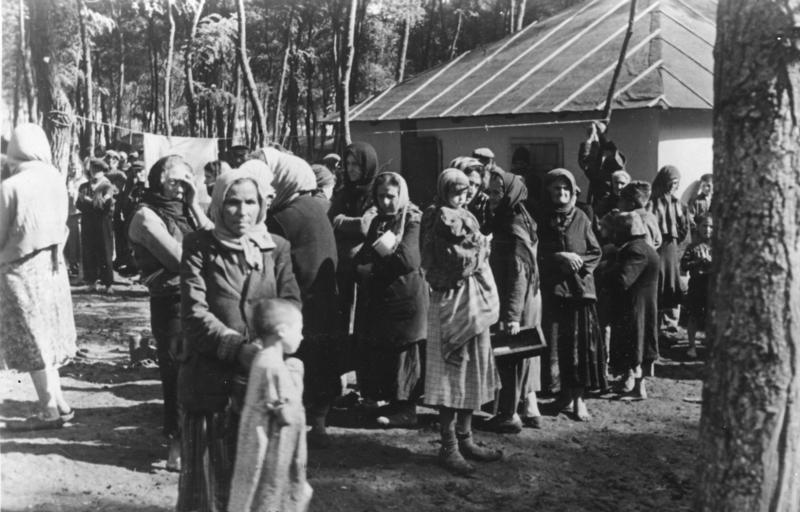
Un campo di concentramento in Bessarabia (settembre 1941).

### Avviso ufficiale

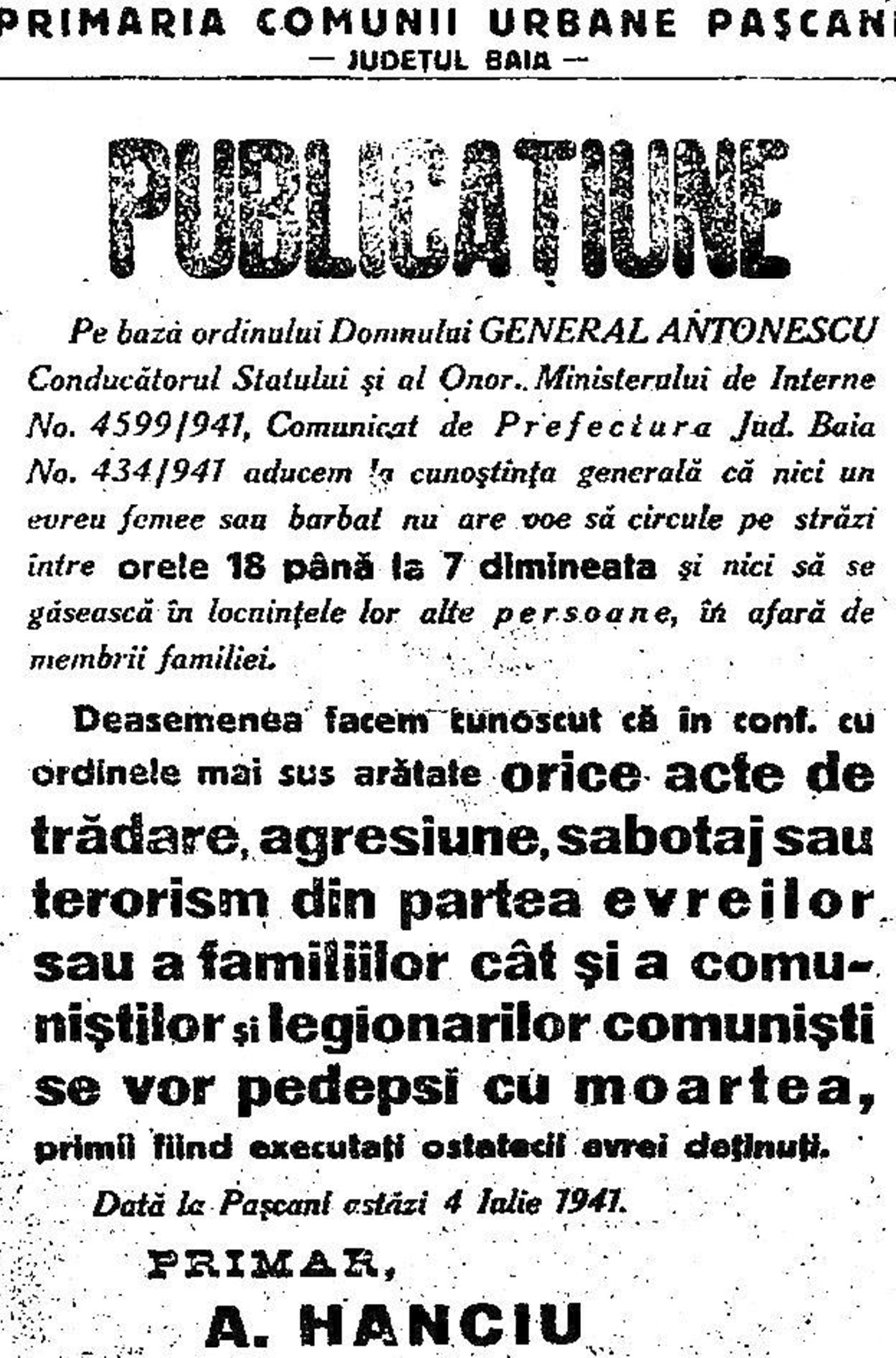
Manifesto contenente la minaccia di giustiziare gli ebrei (4 luglio 1941).

Poco dopo l'entrata in guerra contro l'Unione Sovietica, A. Hanciu, sindaco di Paşcani, pubblicò un avviso dove annunciò il coprifuoco per gli ebrei e avvertì che gli ebrei sarebbero stati fucilati in caso di "sabotaggio" o "terrorismo", anche per gli atti imputabili a non ebrei. Il testo fece riferimento all'agitazione "comunista" e, eccezionalmente, ai "legionari comunisti". L'epiteto è apparentemente un ossimoro: i "Legionari" erano la Guardia di Ferro, il movimento fascista e antisemita che si era ribellato all'estrema destra tradizionalista soppresso dal governo di Ion Antonescu; il manifesto si riferì a una teoria complottista, secondo cui alcuni legionari furono filo-sovietici, differenziandoli quindi dall'ala lealista ("codrenista") della Guardia di ferro. Inoltre Hanciu citò degli ordini specifici della gerarchia fascista: Ion Antonescu e il ministro dell'Interno Mihai Antonescu.
Il testo recita:

### Situazione degli ebrei nel resto della Romania

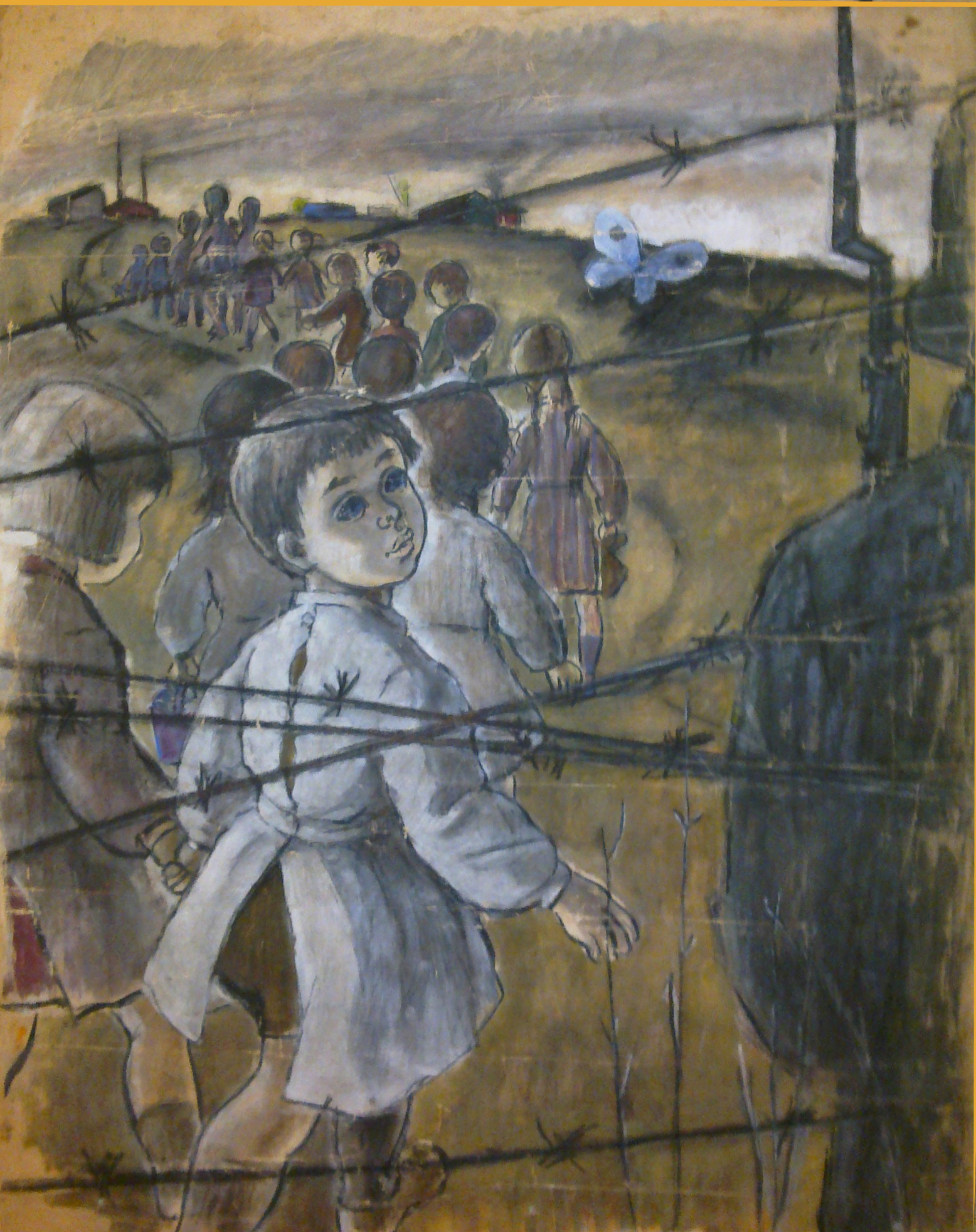
La Shoah in Romania, acquarello di Ioana Olteș per i poemi tragici di Solomon Moscovici (1949).

Nella stessa Romania, la corruzione fu alimentata dalla spoliazione dei beni degli ebrei. Anche dopo la caduta della Guardia di Ferro, il regime di Antonescu, ancora alleato della Germania nazista, continuò la politica di persecuzione e sfruttamento degli ebrei e, in misura minore, dei rom.
Dal 1943 fu introdotto il lavoro forzato, imposto agli ebrei nell'ambito delle costruzioni stradali e dei lavori di sterro: 40.000 uomini furono assegnati al lavoro quotidiano nei pressi della loro residenza, dovevano presentarsi con pale e picconi e portarsi il pranzo, 26.000 ebrei poterono comprare la loro esenzione.

Attraverso le voci del loro ambasciatore a Bucarest, Manfred von Killinger, e del loro Judenberater Dieter Wisliceny, i nazisti rimproverarono al regime di Antonescu l'inefficacia nei confronti della "questione ebraica" e fecero pressioni per portare la politica in linea con la "soluzione finale", e cioè che gli ebrei romeni fossero concretamente e sistematicamente sterminati, ma Antonescu, che aveva già ordinato il massacro di tanti ebrei in Bessarabia, in Bucovina e in Transnistria, fu reticente al riguardo. Alla fine del 1941, le SS Gustav Richter e Radu Leca, plenipotenziario romeno per gli affari ebraici, ottennero da Mihai Antonescu la creazione di un consiglio ebraico fantoccio, Centrala Evreilor din Romania ("Centrale degli ebrei di Romania"), ma, allo stesso tempo, la Croce Rossa romena, Wilhelm Filderman e la Confederazione delle società ebraiche della Romania continuano ad operare e ad organizzare i soccorsi per gli ebrei della Transnistria.

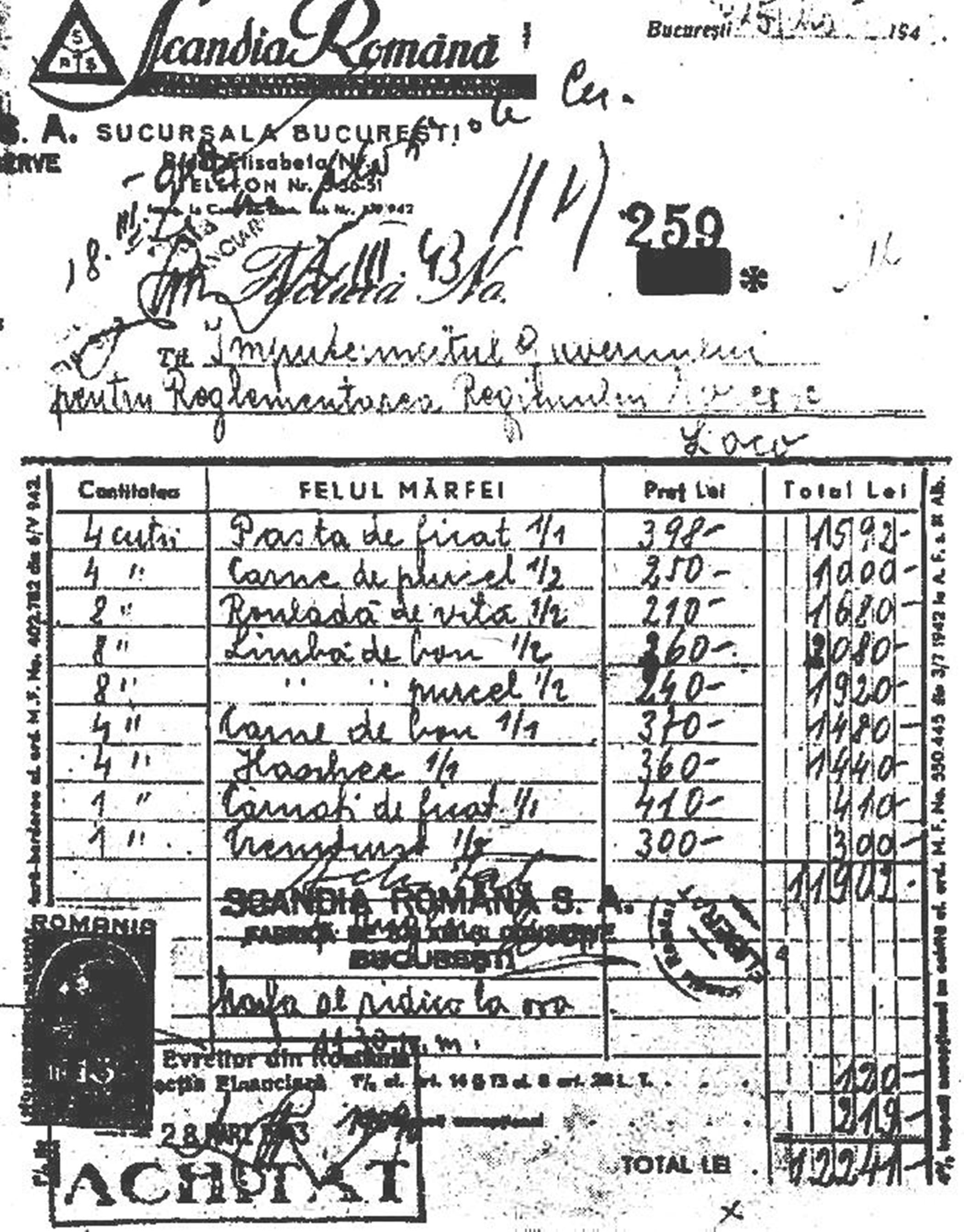
Fattura con la quale Scandia Română, produttori alimentari romeni, conferma la consegna di prodotti in scatola a Radu Leca, commissario per gli affari ebraici, per un importo di 11.902 Lei. Lecca pagò queste consegne con denaro estorto alla comunità ebraica romena, minacciata di lavoro forzato e/o deportazione in Transnistria. (marzo-aprile 1943)

Nel novembre 1941, Manfred von Killinger convinse la Romania a ignorare il destino degli ebrei romeni in Germania, ma nel protettorato di Boemia-Moravia e in altri paesi conquistati, i consoli romeni continuarono a sollevare proteste e ad intervenire quando furono minacciati gli ebrei di nazionalità romena.

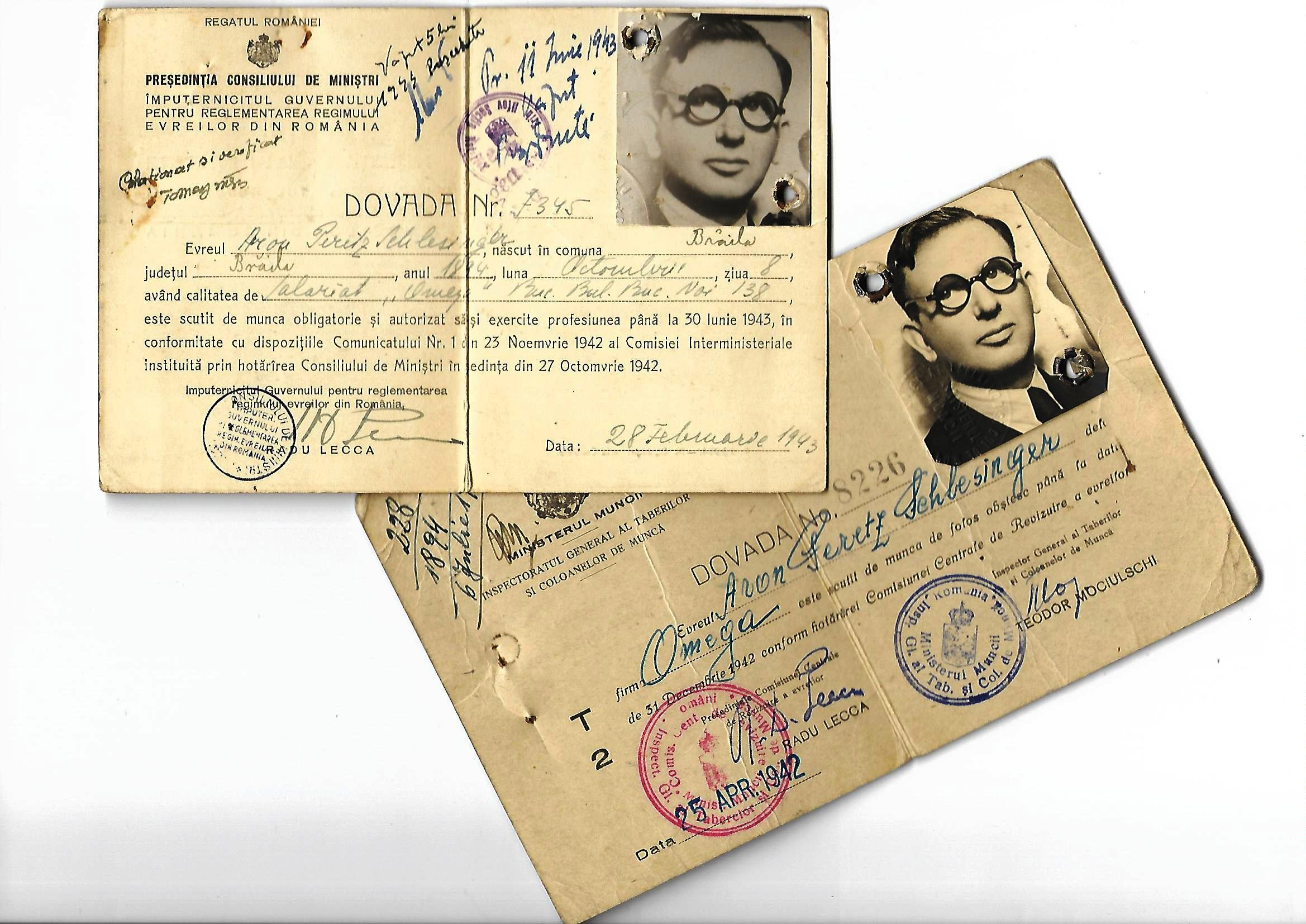
Speciali carte d'identità rilasciate per ebrei e firmate da Radu Leca (1943).

Nel luglio 1942, l'ambasciata romena a Berlino sottolineò che gli ebrei ungheresi della Germania non vennero deportati e che la Romania difficilmente potesse accettare che gli ebrei romeni fossero trattati peggio degli ungheresi. Sempre nel luglio 1942, con grande gioia di Adolf Eichmann, capo della RSHA, i nazisti ottennero l'accordo per deportare gli ebrei romeni presenti nel distretto di Lublino e ad agosto Radu Leca fu a Berlino per siglare l'accordo, pur cercando di ritardare le operazioni e di smontare il disprezzo dei presenti che lo sospettarono di essere stato corrotto.
L'inversione romena fu chiara ai tedeschi dal dicembre 1942 quando vennero a sapere che Antonescu permise a 75.000-80.000 ebrei di emigrare in Palestina in cambio di un alto compenso. Gli ebrei sovietici, al contrario dei romeni, non ottennero il diritto alla stessa politica e furono condannati ad essere "purificati" (Antonescu ordinò la "pulizia della terra" conquistata).

### Massacri di Odessa

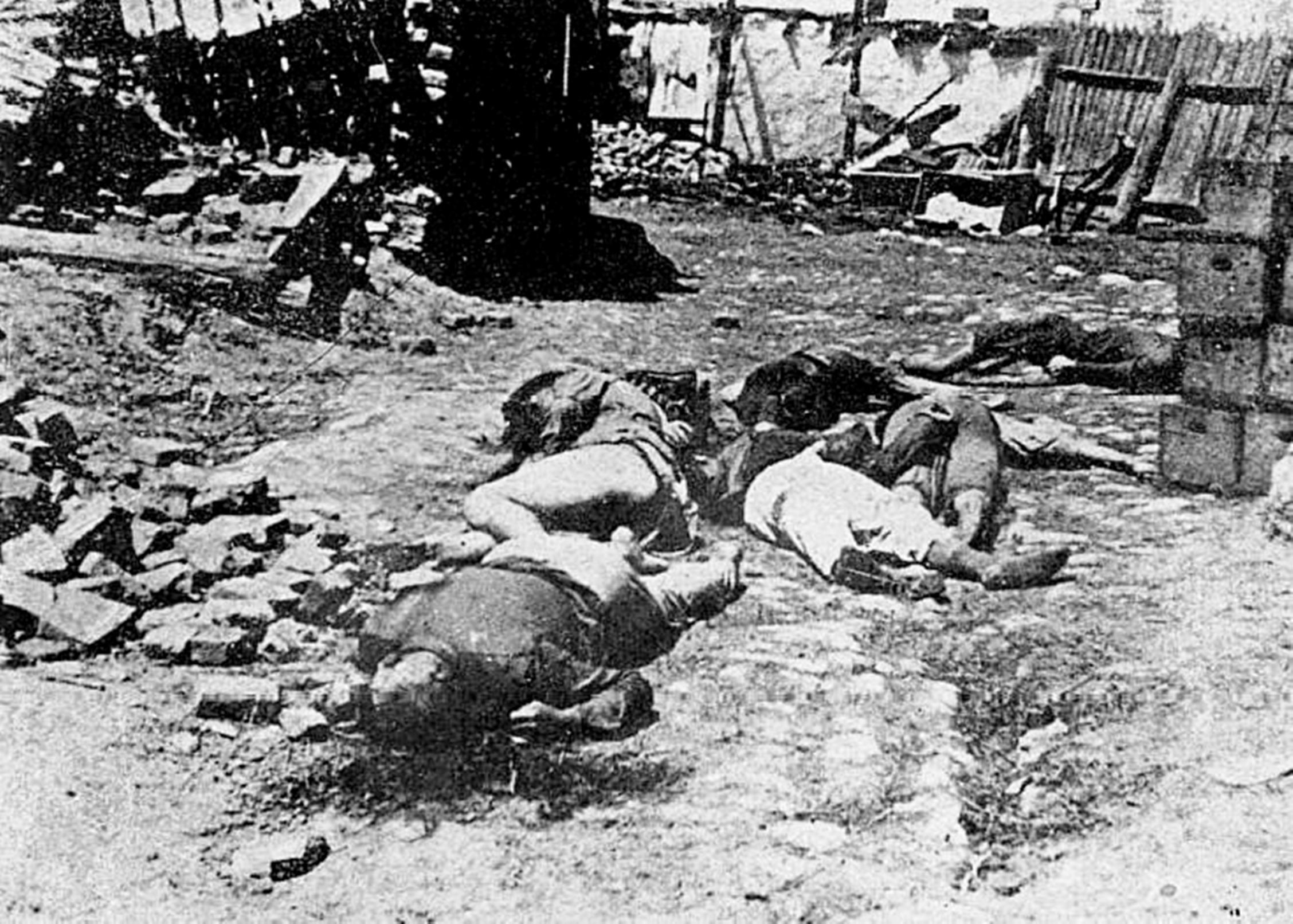
Massacro di un convoglio di deportati ebrei tra Birzula (Bârzula, Byrzula) e Grozdovca, vicino a Kotovsk, 1941.

Sei giorni dopo l'entrata delle truppe romene a Odessa, un attacco dei partigiani uccise il generale Glogojanu, comandante di Odessa e altri 40 soldati. Quella stessa sera, il governo romeno ordinò delle implacabili operazioni di rappresaglia. Immediatamente, il nuovo comandante di Odessa, il generale Trestioreanu, annunciò che avrebbe preso provvedimenti per impiccare ebrei e comunisti nelle pubbliche piazze: durante la notte furono giustiziate 5.000 persone.
Il 23 ottobre, 19.000 ebrei furono giustiziati e i loro corpi dati alle fiamme, altre migliaia furono imprigionate come ostaggi. Il 24 ottobre, gli ebrei imprigionati furono trasportati fuori città e fucilati davanti ai fossati anticarro in gruppi di 40 o 50 persone per volta: furono così uccisi 40.000 ebrei. La sera del 24, il maresciallo Antonescu chiese che gli ostaggi ancora vivi subissero la stessa sorte: le vittime furono portate in un magazzino e fatte saltare in aria il 25 ottobre, giorno della ricorrenza della sepoltura delle vittime romene dell'attentato del 22 ottobre.
Il 1º novembre, in città rimasero solo 33.885 ebrei, per lo più donne e bambini che vivevano nel distretto di Moldoveanca. Gli ebrei di Odessa e della regione furono poi deportati in Transnistria, zona di occupazione romena, a Bogdanovka, Domanevka e Achmečetka. Furono alloggiati in condizioni deplorevoli, stipati in vecchi colcos in rovina, o in stalle e porcilaie, dove furono massacrati dalle milizie ucraine reclutate dai tedeschi.
I massacri di Odessa, durante l'autunno del 1941 e l'inizio del 1942, provocarono un totale di quasi 100.000 morti. Durante questo periodo, l'avvocato di Bucarest Matatias Carp, presidente dell'Unione degli ebrei romeni, raccolse le informazioni pervenutegli e le comunicò a Wilhelm Filderman, ex compagno di liceo di Ion Antonescu, che così si "giustificò" il 19 ottobre 1941:"A Odessa, gli ebrei avevano spinto le truppe sovietiche a una resistenza inutilmente prolungata, semplicemente per infliggerci ulteriori perdite".

## Ebrei in Romania dopo la caduta di Antonescu
Il 23 agosto 1944 la Romania si unì agli Alleati, imprigionò Antonescu e il governo del generale Constantin Sănătescu abolì le misure discriminatorie, i sopravvissuti si trovarono in una situazione precaria, le condizioni di guerra si aggravarono tanto più che i profittatori della "romanianizzazione" non furono intenzionati a restituire le proprietà saccheggiate. Contrariamente a una leggenda consolidata in Romania, i soldati dell'Armata Rossa non mostrarono alcun desiderio di restituire agli ebrei i loro diritti: si preoccuparono invece solo dei propri interessi.
Per quanto riguarda gli ebrei presenti nella direzione del Partito Comunista, saliti al potere con il colpo di stato del 6 marzo 1945 e di cui i più noti furono Ana Pauker e Joseph Kishinevski, non si comportarono come ebrei ma come comunisti stalinisti e quindi molti ebrei si ritrovarono nel campo anche come "sfruttatori", "borghesi" o "elementi dubbiosi" in seguito alla proclamazione della Repubblica popolare romena alla fine del 1947. Come il fascismo di Antonescu prima di esso, il regime comunista della Romania seppe approfittare dell'emigrazione provocata, facendo pagare il visto di uscita (come per i tedeschi o i greci della Romania) in proporzione al livello di istruzione o formazione raggiunto che, tra gli ebrei romeni, fu generalmente alto. Tra fascismo e comunismo, l'ebraismo romeno non è altro che un ricordo in Romania ma persiste in Israele dove compaiono diversi giornali e numerosi libri in romeno.

## Storiografia e analisi

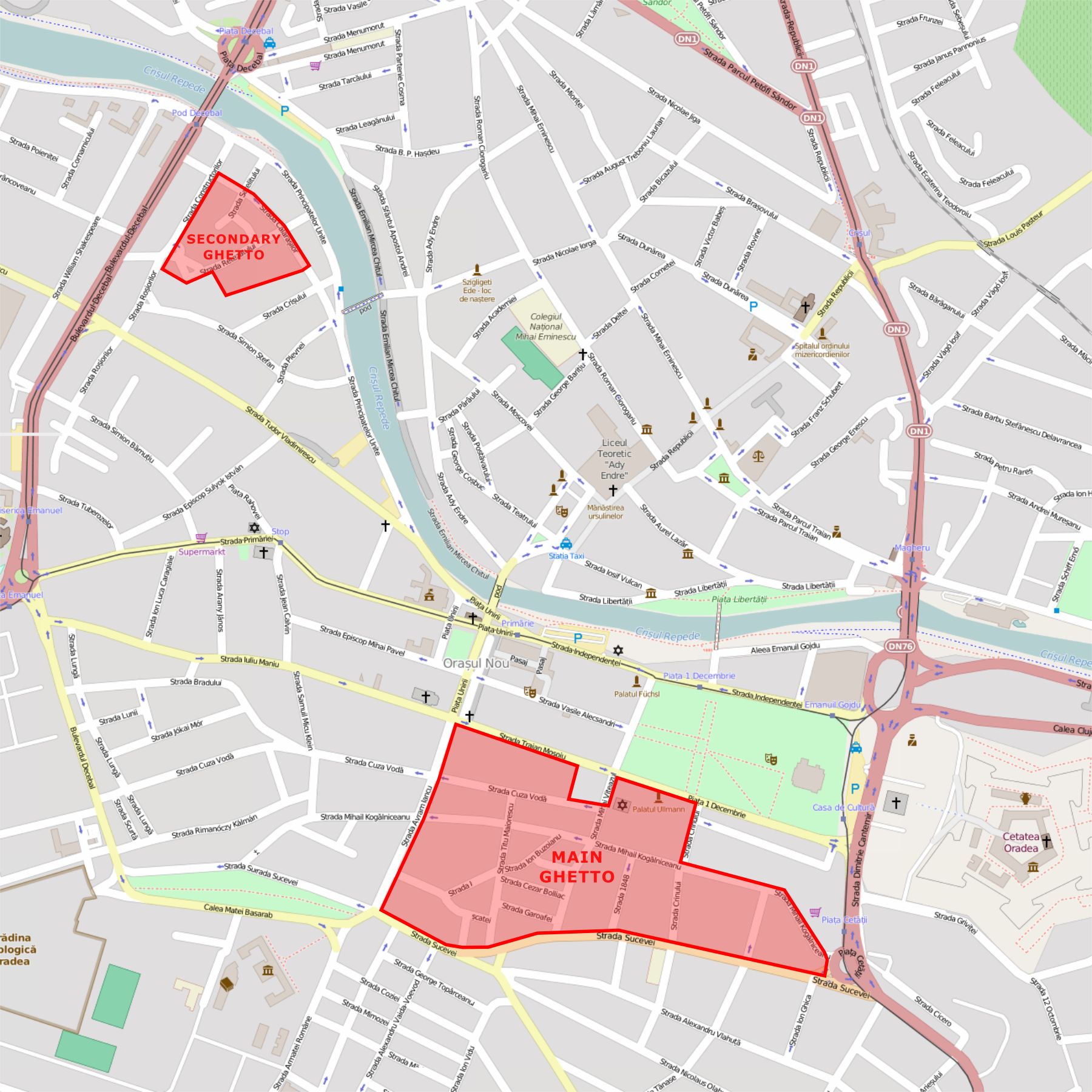
Mappa dei ghetti ebraici di Oradea in Romania, che all'epoca si trovava in Ungheria (primavera 1944).

Lo storico Raul Hilberg scrive:"Nessun paese, eccetto la Germania, ha partecipato in modo così massiccio al massacro degli ebrei". La "Commissione Wiesel" riprese l'analisi, riassumendo così i crimini del regime Antonescu, qualificati come "crimini romeni":«Di tutti gli alleati della Germania nazista, la Romania aveva la più numerosa comunità ebraica e quindi è responsabile della morte di più ebrei di qualsiasi altro paese diverso dalla stessa Germania [...] Iaşi, Odessa, Bogdanovka, Domanovka e Pechora, ad esempio, sono da annoverare tra i più orribili massacri commessi contro gli ebrei durante l'Olocausto. La Romania ha commesso un genocidio contro gli ebrei. Il fatto che gli ebrei siano sopravvissuti in alcune zone della Romania non dovrebbe nascondere questa realtà».
Oggi esistono tre interpretazioni dell'Olocausto in Romania. Gli autori descrivono tutti gli stessi fatti, ma coloro che li hanno vissuti in prima persona, come Matatias Carp, Raul Hilberg, Marius Mircu, o Raoul Rubsel li descrivono come un "momento di disumanità, una parentesi mostruosa" nella storia del popolo romeno. Contro questa posizione, gli storici Carol Iancu, Leon Volovici e Radu Ioanid tra gli altri, affermano che le correnti xenofobe e antisemite culminate nei crimini, sono "parte integrante dell'identità romena", adottando così il punto di vista dei sopravvissuti della Guardia di Ferro. Questa è anche la posizione assunta dai commentatori francesi del Libro nero di Carp.

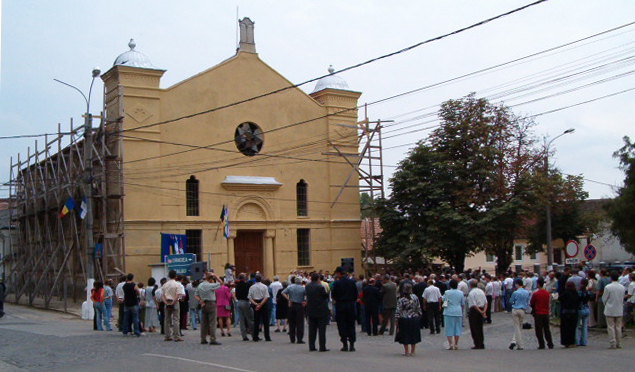
Commemorazione al Museo dell'Olocausto di Șimleu Silvaniei.

Florin Constantiniu nel suo Storia della Romania e il rapporto finale della Commissione internazionale sull'Olocausto in Romania scelsero, in accordo con il parlamento romeno, di non commentare questa questione, ma di sottolineare che la scomparsa della democrazia e la legittimazione della violenza come mezzo politico resero possibili questi crimini e che la violenza così scatenata prima contro gli ebrei e i rom, poi prevalse, sotto un altro regime, fino al 22 dicembre 1989 a scapito di tutto il popolo romeno.
Lo storico Neagu Djuvara, da parte sua, ritiene che la prima posizione è "catartica, perché suscita orrore nelle giovani generazioni e le incita a prendere mezzi affinché non si ripeta", mentre la seconda posizione (quella dell'antisemitismo come parte integrante dell'identità) "genera nuove forme di xenofobia, perché il giovane lettore si trova accusato e reso colpevole di essere antisemita per il solo fatto di essere nato romeno, il che non lo incoraggia a provare empatia per le vittime e può spingerlo ad aderire alle fantasie dei carnefici"; e aggiunge che "se applicassimo questa posizione alla Francia, dovremmo considerare Gobineau, Maurras, Darnand, Doriot e il regime di Vichy come un asse essenziale dell'identità francese".
Contrariamente alla politica di Ion Antonescu, vi furono anche cittadini romeni che si opposero con umanità e coraggio, mettendo a rischio la propria vita. Come in Francia, l'attacco all'URSS ha fatto emergere le aspettative comuniste spingendo verso l'adesione all'opposizione al fascismo. Sul lato alleato si formarono due divisioni romene, denominate "Tudor Vladimirescu" e "Horia-Cloșca-Crișan", l'equivalente romeno della divisione Leclerc, che combatterono in URSS contro i nazisti.
Essendo Yad Vashem sconosciuto nei paesi dell'Est durante il periodo comunista (1946-1990), la maggior parte dei "giusti" morì senza essere riconosciuto della sua esistenza e solo circa 139 romeni (di cui 60 in Romania e 79 in Moldavia) furono identificati come Giusti.

### Approfondimenti
- Matthieu Boisdron, La Roumanie d'Antonescu dans la Shoah, in Histoire(s) de la dernière guerre, juillet-août 2011, n. 12.
- (FR) Christopher Browning, Des hommes ordinaires : le 101e bataillon de réserve de la police allemande et la solution finale en Pologne, in Histoire, traduzione di Élie Barnavi, prefazione di Pierre Vidal-Naquet, Parigi, Les Belles Lettres, 1994,  pp. 284, ISBN 978-2-251-38025-4, OCLC 948306904.
- (FR) Madeleine Kahn, Basilic, prefazione di Gilles William Goldnadel, Biarritz, Atlantica, 2011,  p. 168, ISBN 978-2-7588-0399-7, OCLC 880241192.
- (FR) Arno Mayer, La « solution finale » dans l'histoire, in Textes à l'appui, Histoire contemporaine, n. 2, Paris, Editions La Découverte, 1990,  p. 566, ISBN 978-2-7071-1962-9, OCLC 901059349.
- (FR) Alexandre Safran e Jean Ancel, «Un tison arraché aux flammes»: la communauté juive de Roumanie, 1939-1947 ; mémoires, in Judaïsme Israël, traduzione di Marie-Pierre Bay, Paris, Éditions Stock, 1989,  p. 309, ISBN 978-2-234-02214-0, OCLC 417439299.
- (EN) Kevin P. Spicer, Antisemitism, Christian ambivalence, and the Holocaust, Bloomington Washington, D.C, Indiana University Press United States Holocaust Memorial Museum, 2007,  pp. 329, ISBN 978-0-253-34873-9, OCLC 73993076.